# Guet-apens
Guet-apens (Nederlands: valstrik, hinderlaag) is een studioalbum van Ange. Het is het eerste album zonder de tandem Jean-Michel Brézovar en Daniel Haas. Hun plaats werd ingenomen door Demet en Renard. Het album is onder leiding van Anges muziekproducent Claude Bibonne opgenomen in Studio 20, Le Lion-d'Angers. Voor wat betreft klank verschilt het album van de voorgaande studioalbums. De muziek werd onder invloed van de punkmuziek steviger, de productie is beter en Ange profiteerde van de aanzienlijke verbeteringen van de elektronische toetsinstrumenten. De teksten waren meer hedendaags ten opzichte van de oudere verhaallijnen op oudere elpees.
De originele elpee ging gepaard met een bordspel, naar een idee van Mike Lécuyer en Christian Décamps. Na dit album werd het even stil rondom Ange. Christian Décamps gaf in 1979 zijn soloalbum Le mal d'Adam uit, Francis Décamps Histoire de fou. 

## Musici
- Christian Décamps – zang, akoestische gitaar, toetsinstrumenten
- Claude Demet – gitaar, basgitaar
- Gérard Renard – basgitaar, akoestische gitaar
- Francis Décamps – toetsinstrumenten waaronder mellotron
- Jean-Pierre Guichard – slagwerk, percussie

## Muziek
| Nr. | Titel                                                | Duur  |
| --- | ---------------------------------------------------- | ----- |
| 1.  | A Colin-Maillard (C. en F Décamps)                   | 8:06  |
| 2.  | Dans le roches du berger (C. en Jean-Pierre Décamps) | 5:41  |
| 3.  | Un trou dans la case (C. Décamps, Demet)             | 5:30  |
| 4.  | Virgule (C. Décamps, Demet)                          | 1:58  |
| 5.  | Reveille-toi (C. Décamps, Mick Piellard)             | 5:25  |
| 6.  | Capitaine cœur de miel (C. en F. Décamps)            | 14:00 |